# Chaetostoma (pez)
Chaetostoma es un género de peces de agua dulce tropical originario de América Central y del Sur de la familia Loricariidae. Algunos se conocen bajo el nombre corroncho.
El nombre científico Chaetostoma está compuesto de las palabras griegas χαιτη (chaite) "pelo" y στόμα (stoma) "boca".

## Hábitat
Chaetostoma viven en ríos correntosos y ricos en oxígeno en los andes en América del Sur hasta una altitud de 3 500 m sobre el nivel del mar. Según GBIF se capturó y se catalogizó ejemplares de distintas especies en Panamá, Perú, Brasil, Ecuador, Colombia, y Venezuela.

Lugares de diferentes especies de Chaetostoma en Sudamérica.

## Características
Se trata de peces pequeñas con una boca relativamente grande y ojos pequeños. El vientre no acorozado y la boca ancha sin bigote son los características más representativas para distinguirlos de otros géneros de la familia de Loricáridos. Los peces son de color gris a negro. Unas especies tienen puntos amarillos o una raya blanca o amarilla en  la aleta caudal.  
Los machos de Chaetostoma tienen una cabeza algo más grande y más ancha, en el vientre un cuerpo algo más estrecho, y aletas ventrales y / o dorsales muy grandes. Probablemente las aletas ventrales grandes juegan un rol en la fecundación de los huevos.

## Acuariofilia
A Europa se exporta sobre todo las especies C. thomasi y C. milesi. Necesitan temperaturs entre 20 y 23 °C., agua, rico en oxígeno, y corriente suficiente en el acuario. Especies de Chaetosoma ya se crio varias veces con éxito.
Puede llegar a medir entre 10 cm  y 12 cm.

## Especies
Johann Jakob von Tschudi describió 1845 en su obra Untersuchungen über die Fauna Peruana Chaetostoma loborhynchos como primera especie perteniciendo al género Chaetostoma.

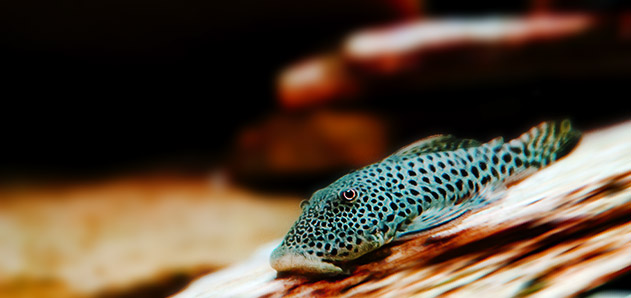
Chaetostoma sp.

Especies conocidos según la Universidad de Auburn:
- Chaetostoma aburrensis Posada, 1909
- Chaetostoma aequinoctiale Pellegrin, 1909
- Chaetostoma alternifasciatum Fowler, 1945
- Chaetostoma analis Fowler, 1943
- Chaetostoma anomalum Regan, 1903
- Chaetostoma branickii Steindachner, 1881
- Chaetostoma brevilabiatum Dahl, 1942
- Chaetostoma breve Regan, 1904
- Chaetostoma carrioni Norman, 1935
- Chaetostoma changae
- Chaetostoma daidalmatos
- Chaetostoma dermorhynchum Boulenger 1887
- Chaetostoma dorsale Eigenmann, 1922
- Chaetostoma dupouii Fernández-Yépez, 1945
- Chaetostoma fischeri Steindachner, 1879
- Chaetostoma greeni Isbrücker, 2001
- Chaetostoma guariense Steindachner, 1882
- Chaetostoma jegui  Rapp Py-Daniel, 1991
- Chaetostoma lepturum Regan, 1912
- Chaetostoma leucomelas Eigenmann, 1917
- Chaetostoma lineopunctatum Eigenmann, Allen, 1942
- Chaetostoma loborhynchos Tschudi, 1845
- Chaetostoma machiquense Fernández-Yepez, Salazar, 1953
- Chaetostoma maculatum Regan, 1904
- Chaetostoma marcapatae
- Chaetostoma marginatum Regan, 1904
- Chaetostoma marmorescens Eigenmann, Allen 1942
- Chaetostoma microps Günther, 1864
- Chaetostoma milesi Fowler, 1941
- Chaetostoma mollinasum Pearson, 1937
- Chaetostoma niveum Fowler ,1944
- Chaetostoma nudirostre Lütken, 1874
- Chaetostoma palmeri Regan, 1912
- Chaetostoma patiae Fowler, 1945
- Chaetostoma paucispinis Regan, 1912
- Chaetostoma pearsei Eigenmann, 1920
- Chaetostoma platyrhynchus Fowler, 1943
- Chaetostoma sericeum Cope, 1872
- Chaetostoma sovichthys Schultz, 1944
- Chaetostoma stanii Lütken, 1874
- Chaetostoma stroumpoulos
- Chaetostoma tachiraense Schultz, 1944
- Chaetostoma taczanowskii Steindachner, 1883
- Chaetostoma thomsoni Regan, 1904
- Chaetostoma trifasciatum  Steindachner, 1902
- Chaetostoma vagum Fowler, 1943
- Chaetostoma vasquezi  Lasso, Provenzano, 1998
- Chaetostoma venezuelae Schultz, 1944
- Chaetostoma yurubiense Ceas, Page, 1996